# Acid rock
Acid rock je forma psychedelického rocku, který je charakteristický dlouhými instrumentálními pasážemi, malým množstvím zpěvu (případně žádným zpěvem) a hudební improvizací. Výraz „acid“ je v anglickém slangovém jazyce výraz pro LSD.
Pojem „acid rock“ se také vztahuje na podskupinu psychedelických rockových kapel, které byly součástí nebo byly ovlivněny tzv. sanfranciským soundem, a které hrály hlasitou, „tvrdou“ hudbu obsahující dlouhá improvizovaná sóla.

## Historie
Acid rock dostal své jméno, protože sloužil jako hudební "podbarvení" při undergroundových večírcích spojených s užíváním LSD v 60. letech, v angličtině známé pod názvem "acid trips" nebo "acid tests" (patřila sem například skupina Merry Pranksters, která se zformovala kolem amerického autora Kena Keseyho). ("Acid" je hovorový výraz označující LSD.) V rozhovoru pro časopis Rolling Stone cituje Jerry Garcia ze skupiny Grateful Dead člena skupiny Phila Leshe: "acid rock je to co posloucháte, když jste nadrogovaný papírem. "García dále tvrdí, že ve skutečnosti neexistuje žádný skutečně psychedelický rock, a že jedině indická klasická hudba a něco z tibetské hudby lze považovat za příklady hudby "sloužící k rozšíření vědomí." Pojem "acid rock" je obvykle ekvivalentem psychedelického rocku. Časopis Rolling Stone označuje ranou tvorbu Pink Floyd jako "acid-rock". V červnu 1967 týdeník Time napsal, že "z jukeboxů a tranzistorů se národem valí zesílený zvuk acidrockových kapel: Jefferson Airplane, The Doors, Moby Grape". V roce 1968 časopis Life označil The Doors jako "Krále acid rocku".
Když se v první polovině 70. let dostaly do popředí hard rock a heavy metal, fráze "acid rock" se občas mylně používala v souvislosti s těmito žánry. Časem se pro tyto kapely ujal pojem "heavy metal", který nahradil termín "acid rock" používaný pro tyto druhy hudby. Příkladem hardrockových a heavymetalových kapel, které byly kdysi nazývané "acid rock" jsou Alice Cooper, Vanilla Fudge a Deep Purple.
Mezi nejznámější představitele tohoto stylu patří např. Jimi Hendrix, Cream, Iron Butterfly, The Doors, Jefferson Airplane či Janis Joplin.

## Acidrockoví hudebníci
- Grateful Dead
- Jefferson Airplane
- Strawberry Alarm Clock
- The Amboy Dukes
- Big Brother and the Holding Company
- Blue Cheer
- The Byrds
- The Count Five
- Cream
- The Electric Flag
- The Electric Prunes
- Iron Butterfly
- The Beatles
- Country Joe and the Fish
- CSN&Y
- Holy Modal Rounders
- Jimi Hendrix
- Incredible String Band
- Brian Jones
- Janis Joplin
- Pink Floyd
- Steppenwolf
- Quicksilver Messenger Service
- The Rolling Stones
- The Seeds
- Vanilla Fudge
- Neil Young